# Simon Kuper
Simon Kuper (Kampala, Uganda, 1969) és un periodista i escriptor britànic. La seva obra se centra en una visió antropològica de l'esport.

## Biografia
Nascut el 15 d'octubre de 1969 a Kampala (Uganda) de pares sud-africans, va desplaçar-se a Leiden (Països Baixos) quan era un nen, ja que el seu pare era professor d'Antropologia a la Universitat de Leiden. També ha viscut a Stanford (Califòrnia) i Londres. Ha estudiat Història i Alemany a la Universitat d'Oxford i ha assistit a classes de la Universitat Harvard. Actualment viu a França.
Ha publicat articles als diaris britànics The Observer i The Guardian i als neerlandesos De Pers (informació general), Hard Gras (revista literària de futbol) i Vrij Nederland (revista d'opinió). Actualment escriu al Financial Times.
Ha escrit els llibres Football Against the Enemy (1994, premi William Hill al millor llibre esportiu de l'any) i Ajax, the Dutch, the War: Football in Europe during the Second World War (2003).
L'any 2007 va rebre el Premi Internacional de Periodisme Manuel Vázquez Montalbán, en la seva edició esportiva.